# Type-90
Type-90 är en kinesisk exportstridsvagn som utvecklades av Pekinginstitutet 211 och tillverkades av Fabrik 617 (tillsammans NORINCO). Type-90 var en kandidat för Kinas armé tredje generationens stridsvagn. Den är en uppgradering av Type-85 (se Type-96).
I slutet av 1970-talet gjorde kinesiska Folkets befrielsearmé vissa efterforskningar om att Kinas dåvarande stridsvagnar inte skulle vara tillräckligt effektiva om Sovjetunionen skulle invadera. Efter 1963 hade Kina varit i en konflikt med Sovjet och gränskonflikter härjade i nordost. I rädslan för en invasion var Kina tvungen att utveckla nya stridsvagnar efter Type-59 och Type-69 som inte innebar något problem för Sovjetunionens nya T-72. Det man fick var Type-80 (se Type-88) som var en ny och effektiv stridsvagn. Kort efter kom även Type-85. Tester som visade att de fortfarande var underlägsna gjorde att man fortsatte med forskningen. Institut 211:s ingenjörer sattes i arbete igen. Genom att studera ryska T-72 som tagits vid fronten utvecklade de en ny stridsvagn olik alla andra. Resultatet blev Type-90 som introducerades i slutet av 1980-talet. Baserad på T-72:s chassi var den utrustad med ett helt nytt torn, 125 mm slätborrad kanon med det ryska 2A46 automatiska laddningssystemet. På sidan av tornet finns också rökgranatkastare. Vissa varianter har reaktiva pansarblock som extra skydd. 
Kanonen är kapabel att skjuta spränggranater och de ryska 9M119 missiler (av NATO benämnda AT-11 Sniper), som är nya antistridsvagnsmissiler.
De första varianterna hade de engelska Perkins CV-12 Condor TCA dieselmotorerna som även finns i de brittiska stridsvagnarna Challenger 1 och Challenger 2. Kraften överfördes med den franska SESM ESM 500 automatiska växellåda (samma som används på den franska stridsvagnen Leclerc. De senare varianterna utrustades med 6TD dieselmotorn från Ukraina (samma motor finns på den ryska stridsvagnen T-80UD (se T-80).
Efter några år av tester och möten bland Befrielsearméns högsta medlemmar kom varianterna Type-90 I och Type-90 II. Men man beslutade att dessa stridsvagnar inte skulle bli Kinas nya stridsvagnar för de uppfyllde inte kraven som Befrielsearmén hade. De skulle istället bli exportvarianter till bland annat Pakistan, som var i konflikt med Kinas fiende Indien. Den första varianten som skulle exporteras var Type-90 I, men projektet avbröts för att Pakistan hade testat kärnvapen 1998 och militär handel med landet stryptes av Storbritannien och Frankrike som tillverkade motorerna till Type-90 I. Ett nytt försök gjordes med Type-90 II. Dess framdrivningssystem var i stort sett funktionsdugligt i det fuktiga klimate i södra Kina, men tekniken hos det var inte färdigutvecklat för att passa i det torra klimatet i norra Kina och Pakistan. Type-90 IIA blev nästa försök, men motorn var fransk och Frankrike hade gått med på Indiens och USA:s blockad av militära medel. När väl utvecklingen var klar hade en ny variant skapats, Type-90 IIM (som inte hade några komponenter från västvärlden). 6TD dieselmotorn är designad av Kharkiv Morozov Design Byrån (KMDB) och tillverkad av Malyshev Fabriken. Båda ligger i Ukraina. Den lyckades man exportera till Pakistan. Idag tillverkar Pakistan (med licens) egna Type-90 IIM som bär namnet Al-Khalid.
Type-90 modellerna godkändes inte av Befrielsearmén, så 1993 presenterade de en ny stridsvagn som hade ett chassi som var ännu mer likt T-72. Modellen fick namnet Type-98 och efter några år tillverkades produktionsvarianten Type-99 som blev Kinas tredje generations stridsvagn.

## Varianter
- Type-90: Första nya varianten som var tänkt att bli Kinas nya standardstridsvagn. Den är bestyckad med en 125 mm slätborrad kanon. Byggd på T-72:s chassi och utvecklad ur Type-85. Var endast en prototyp och producerades aldrig.
- Type-90 I: exportversion till Pakistan utrustad med en engelsk Perkins CV-12 Condor TCA dieselmotor och en fransk SESM ESM 500 transmission. Exporten stoppades av handelsembargot mot Pakistan.
- Type-90 II: förbättrad exportvariant med 1200 hk och ett nytt digitalt eldledningssystem. Den var ej anpassad för klimatet i Pakistan så produktionen stoppades.
- Type-90 IIA: Förbättrad variant enbart för Pakistan. Utrustad med en 1500 hk diesel v-serie motor. Exporten avbröts av handelsembargot.
- Type-90 IIM: utvecklad ur Type-90 IIA. Försedd med en 1200 hk 6TD dieselmotor från KMDB i Ukraina. Pakistan ansåg modellen vara så bra att de själva bestämde sig för att producera den.